# Nokia 7610
Nokia 7610 — трёхдиапазонный смартфон фирмы Nokia, работающий на операционной системе Symbian 7.
На смартфоне Nokia 7610 впервые появилась 1-мегапиксельная камера.

## Описание
Nokia 7610 работает в сети GSM в диапазонах 850/1800/1900 МГц. Был анонсирован в марте 2004 года, а на рынке появился в III квартале того же года. Первый смартфон Nokia, выпущенный с 1-мегапиксельной камерой (1152×864 пикселей).
Также это первый аппарат компании, выпуск которого возобновлялся после снятия с производства из-за волны писем тех, кому аппарат понравился, но кто не успел его приобрести. Однако выпущена была лишь небольшая дополнительная партия.